# ギレーヌ・マクスウェル
ギレーヌ・ノエル・マリオン・マクスウェル（Ghislaine Noelle Marion Maxwell、1961年12月25日 - ）は、ジェフリー・エプスタインの性犯罪事件の共犯者として服役中のイギリスのソーシャライト。エプスタインの側近で元恋人。メディア王ロバート・マクスウェルの末子。名(Ghislaine)について、米国内での実際の発音に近い表記は、ギーレインまたはギーレン([ˌɡiːˈleɪn, -ˈlɛn])とされ「ヌ」とは発音しない。1991年に父親が死去してからアメリカ合衆国へ移住し、投資家で有罪判決を受けた性犯罪者のジェフリー・エプスタインと懇意になった 。
ギレーヌは、2019年にエプスタインが勾留中に自殺した後に行方不明となっていたが、2020年7月2日、性犯罪目的の未成年者誘拐・斡旋共謀などの容疑で逃走先のニューハンプシャー州で連邦捜査局に逮捕された。2022年6月28日、ニューヨーク連邦地裁は、ギレーヌに対し禁錮20年を言い渡した。
ギレーヌは父ロバート・マクスウェルが最も目を掛けていた子供であったと見なされており、異常に親密な父娘関係であったとされる。

## 経歴

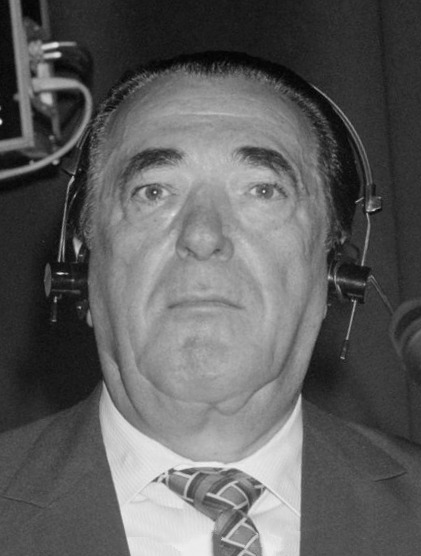
父親のロバート・マックスウェル。科学出版社を基盤に、マクミラン出版社、デイリーミラーなどを刊行するミラー・グループ、ニューヨーク・デイリーニューズなど、新聞社や出版社を多数所有し、一大メディアグループを築いた

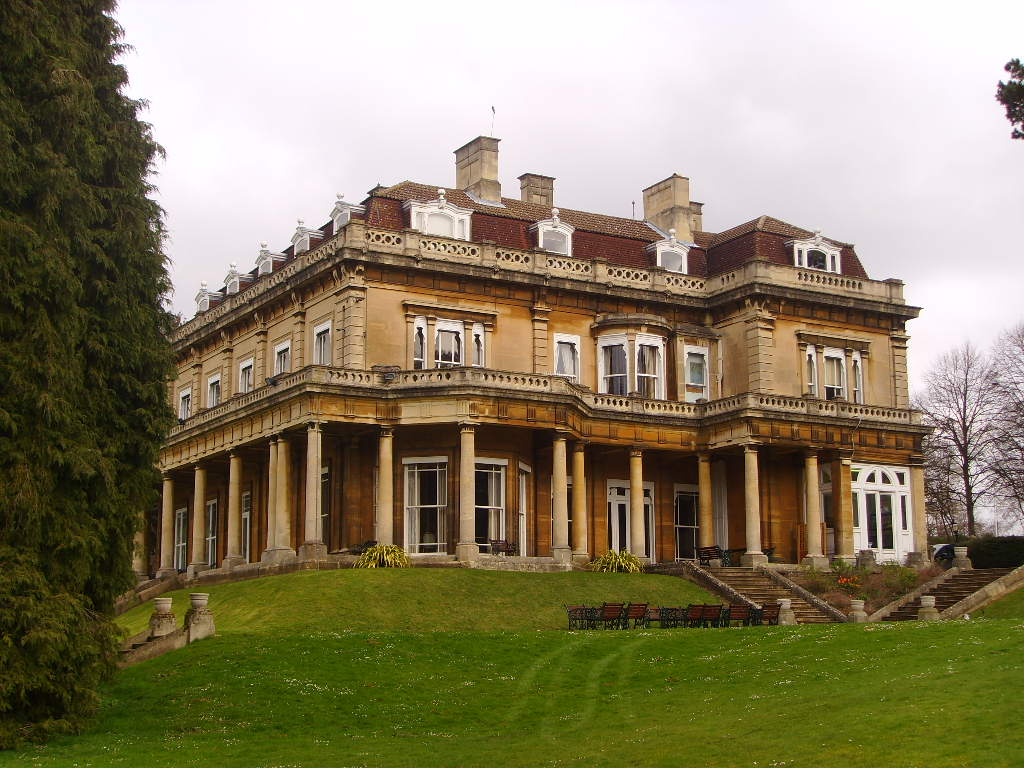
ギレーヌが育ったヘデイントンヒルホール。父親の会社と一家の住居を兼ねていた。現在はオックスフォード・ブルックス大学の法律学校。

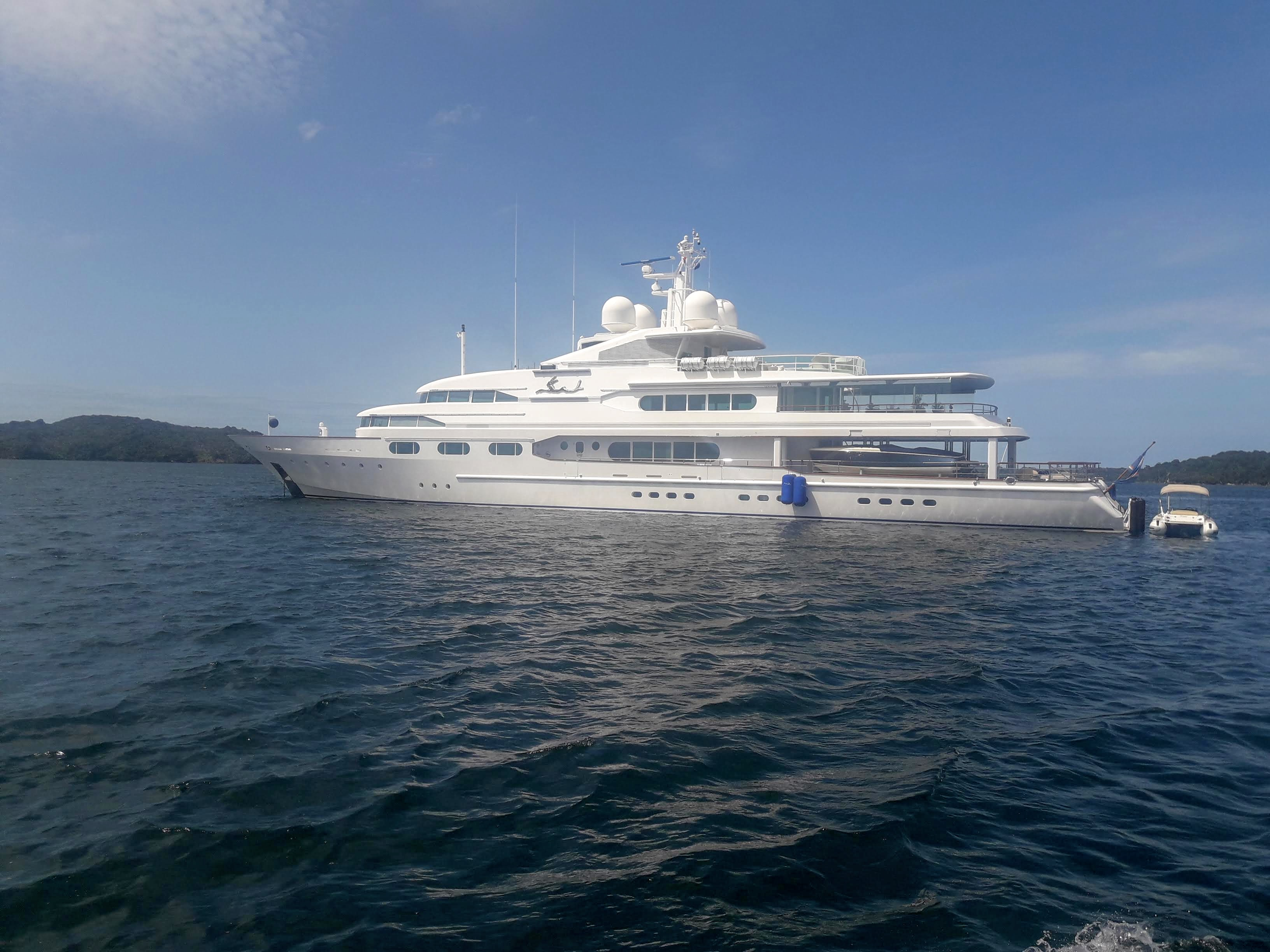
レディ・ギレーヌ号。父ロバートはこの船から転落死(自殺、事故、殺害説あり）。現在はルパート・マードックの元妻アンナが所有

後のメディア王であるロバート・マクスウェルとフランス人の元教師エリザベス・メイナードとの間に9人兄弟の末子としてフランスで生まれる。幼少期は父が経営する科学医学系出版社ペルガモン・プレスの社屋兼住居であるオックスフォードの豪邸ヘディントンヒルホールで育った。
ロバートは上記のとおり彼女を殊の外可愛がった。また、彼女の聡明さにいち早く気づき、（ロバート自身が科学を重要視していたこともあり）幼少期からコンピュータのプログラミングを学習させるなど英才教育を施し、彼女もそれに応えてオックスフォード大学のベリオール・カレッジに進学した。しかしロバートは大学入学後も彼女がボーイフレンドを家に連れてくることを禁止するなど支配した。
1980年代にはギレーヌはイギリスの社交界で著名な人物となり、父がオーナーであるオックスフォード・ユナイテッドFCのディレクターを勤めたり、父が創刊した総合誌「ザ・ヨーロピアン」の広報を担当するようになっていった。
また、父は娘の名を冠したスーパーヨット「レディ・ギレーヌ（Lady Ghislaine）」を新造し仕事場として提供したり、ニューヨークに新しい会社を立ち上げて彼女をサポートしたがあまり利益は出なかったようである。
1991年に父親が急死したのをきっかけに会社の金の巨額不正流用が発覚し、マックスウェル一族は経営から外され、ギレーヌはアメリカに移住してニューヨークの不動産会社で働き、イギリスと同様に社交界の有名人となっていった。

### ジェフリー・エプスタインとの出会い
ギレーヌがジェフリー・エプスタインと初めて会った時期についてはメディアにより証言が異なっている。エプスタインのビジネスパートナーであったスティーブン・ホッフェンバーグによると、ロバート・マクスウェルは1980年代後半に娘をエプスタインに紹介したという。一方「ザ・タイムズ」はギレーヌがエプスタインと出会ったのは1990年代初頭のニューヨークのパーティーだったと報じている。
ギレーヌは1990年代前半から2019年にエプスタインが亡くなるまで、25年以上にわたって密接な関係を保ち続けた。
エプスタイン邸の家事を担当する使用人の2009年の宣誓証書によると、1992年頃からエプスタインはギレーヌを「メインのガールフレンド」と呼び(エプスタインは終生独身であった)、彼のスタッフの雇用、解雇、監督も行っていたと証言した。
また、ギレーヌはエプスタインのスタッフからは「（エプスタイン家の）女主人」と呼ばれ、「攻撃的なアシスタント」とも呼ばれていたという。
2003年の「ヴァニティ・フェア」に掲載されたエプスタインのプロフィールの中で、編集者のヴィッキー・ウォードはエプスタインがギレーヌを「私の親友」と呼んでいたと語っている。ウォードはまた、彼女が「エプスタインの人生の多くの部分を整理している」ようだとも述べており、ヘリコプターのパイロットとしてエプスタインが所有するリトル・セント・ジェームズ島まで運ぶこともあったという。
「ポリティコ」によると、ギレーヌとエプスタインはドナルド・トランプやビル・クリントン、アラン・ダーショウィッツ、イギリス王室のアンドルー王子など政界、学界、実業界、法曹界の著名人と親交があったと報じている。
特にアンドルー王子とギレーヌは学生時代からの親交があり、2000年の10月にニューヨークのナイトクラブで開かれた「売春婦とポン引き」をテーマにしたハロウィンパーティーに王子をエスコートしたことでも知られている 。
2008年、エプスタインは未成年者に対する売春の勧誘により有罪判決を受け、18ヶ月の実刑判決のうち13ヶ月を服役した。エプスタインの釈放後もギレーヌは社交場に姿を表したものの、彼女とエプスタインが一緒にいる姿は公の場では見られなくなり、2015年の後半になるとギレーヌも社交場に姿を見せることはほとんどなくなっていった。
2012年には海洋保護を謳った非営利団体テラマープロジェト（en:The TerraMar Project)を立ち上げ、TED (カンファレンス)や国連で講演するなどしたが、支出額は高額でありながら、助成金支給の実績がなく、不透明さが指摘される中、2019年に閉鎖した。

### 相次ぐ民事訴訟とエプスタインの死
2015年1月にはバージニア・ロバーツ・ジュフリーより民事訴訟を起こされた。宣誓証書によると「1999年にギレーヌとフロリダのパームビーチにあるマー・ア・ラゴ（ドナルド・トランプの別荘）で知り合った16才のジュフリーはエプスタインに性的奉仕をするよう仕向けられた」と主張した。また、ギレーヌとエプスタインはニューヨーク、ニューメキシコ、パームビーチ、リトル・セント・ジェームズ島にあるエプスタインの自宅で開催されたセックスパーティーに自分を含む複数の未成年の少女を勧誘し、参加させたと主張した。
ギレーヌはジュフリーの主張を激しく否定したが、最終的には和解に応じた。
その後もギレーヌとエプスタインから性的虐待を受けたとする被害者から民事訴訟を相次いで起こされた。
2019年7月6日、エプスタインはニュージャージー州のテターボロ空港で性的人身売買とその謀議の容疑により逮捕された。
2019年8月10日、性的人身売買等の罪で逮捕されていたエプスタインがニューヨークのメトロポリタン矯正センターで自殺した。

### 逮捕
2019年12月27日、ロイターはエプスタインの性的人身売買を斡旋したとしてFBIの捜査を受けている人物にギレーヌが含まれていると報じた。
2020年7月2日、ギレーヌはFBIにより未成年の少女に対する性的人身売買の容疑で逮捕された。検察当局は彼女を未成年への勧誘、未成年に対する性的人身売買、偽証等6件の連邦犯罪で起訴した。起訴状によると、匿名の被害者3人のうちの1人が14才であることを知りながら1994年から1997年にかけて未成年の少女に対する性的虐待を幇助し、促進し、寄与したとしている。
2020年7月14日、ギレーヌはマンハッタンの裁判所にビデオ通話で出廷し、無罪を主張した。
2020年12月18日、ギレーヌの弁護士は保釈を要求し、彼女が裁判の開始まで24時間監視されながらニューヨークの友人宅に住むことを提案した。夫である海運投資会社のCEOであるスコット・ボルガーソンは彼女の今後の出廷を保証するために2,200万ドルの担保を提供したが、裁判所は2020年12月28日に保釈要求を却下した。
2021年3月29日、検察当局はギレーヌが2001年から2004年の間、パームビーチのエプスタイン邸で14歳の4人目の少女に対してエプスタインとの性行為を斡旋したとして、未成年に対する性的人身売買と共謀罪及び2件の偽証罪を新たに追加して起訴した。
2021年4月28日、ギレーヌはニューヨークの拘置施設に勾留されたが、弁護士は500万ドルの保釈補償金と引き換えに裁判が開始されるまで監視付きの自宅待機を裁判所に求めた。
しかし彼女の財務状況が全く透明性を欠いており、イギリス及びフランスの国籍を取得している彼女がフランスに逃亡した場合、フランスは外国からの身柄引渡し要請に応じないため、裁判が成立しなくなる危険性があるとして裁判所は保釈要求を却下した。

### 裁判の開始～判決
2021年4月、アリソン・ネイサン米連邦地裁判事はギレーヌの裁判について、性的人身売買と偽証罪の2つの別々の裁判を実施する決定を下した(偽証罪は後に検察当局が取り下げた)。
ネイサン判事はギレーヌの弁護団が2021年3月に追加された新たな容疑について裁判の準備に十分な時間を与えられていないという主張に同意し、裁判の開始を2021年11月29日に延期した。
2021年12月29日、ギレーヌは未成年者に対する性的人身売買、未成年者を犯罪的性行為に従事させる目的での派遣行為、重罪の共謀罪3件の最高65年の禁固刑の可能性がある5つの訴因で有罪判決を受けた。
2022年6月28日、検察当局はギレーヌに対して30年から55年の刑期を求めたが、ネイサン判事は彼女に対し禁固20年、5年の監察下の釈放と75万ドルの罰金を言い渡した。
2022年7月25日、ギレーヌはブルックリンのメトロポリタン矯正センターからタラハシーにある女性受刑者用の低セキュリティ連邦刑務所に移送された。
2025年8月3日、CNNはギレーヌ・マクスウェル受刑者が、警備レベルの低いテキサス州の連邦刑務所へ移送されたことが分かった、と報じた。

## 家族
- 父・ロバート・マックスウェル（1923-1991） ‐ チェコスロバキア（現ウクライナ）出身のユダヤ人実業家。ホロコーストを生き延びた難民として英国で一兵士からメディア王にまで成り上がったが、巨額の年金詐欺と不審死で生涯を終えた。
- 母・エリザベス・マックスウェル（en:Elisabeth Maxwell、1921-2013） ‐ フランス生まれで、ユグノーの家系。ソルボンヌ大学で学び、教師となり、英国軍情報機関で働いていたロバートと知り合い、1945年に結婚、彼の事業に参加するとともに、9人の子を儲ける。40代でオックスフォード大学に進学し、1974年に言語学の学士号、1981年にフランス文学で博士号取得。1987年にホロコースト研究誌を創刊するなど同研究の第一人者として知られた。夫没後、夫の負債で財産を失い、1994年に自伝出版、フランスの田舎で姉とともに暮らし、92歳で没した。[18]
- 姉・クリスチン・マックスウェル（en:Cristine Maxwell、1950-） ‐ 検索エンジンMagellan（現Excite）共同創立者。兄弟姉妹は全員オックフォード大学卒。
- 姉・イザベル・マックスウェル（en:Isabel Maxwell、1950-） ‐ クリスチンと双子。映像業界を経て、Magellanを共同経営。
- 兄・イアン・マックスウェル（en:Ian Maxwell、1956-） ‐ 家業の役員だったが、父親の破綻により同事業から外れ、父の遺した莫大な負債により破産、その後、弟とともにギリシャ経済救済のための慈善団体やテロ対策のシンクタンクを設立。[19]
- 兄・ケヴィン・マックスウェル（en:Kevin Maxwell、1959-） ‐ 兄同様家業に就いたが、父没後、不動産業に転身、その後兄と慈善団体やシンクタンク設立。[19]
- 夫・スコット・ボーガーソン（Scott Borgerson） ‐ 2020年に離婚を申請したことにより発覚した非公開だった夫。17歳年下のIT企業CEOで元米国沿岸警備隊員、ギレーヌが代表の海洋保護の非営利団体テラマープロジェクト（en:The TerraMar Project)活動を通じて知り合い、妻子と離婚し、2016年に再婚、二人で不動産を複数共同所有し、ギレーヌは全資産をボーガーソンが管理する信託に預けている。ホーガーソンはギレーヌを通じて世界トップクラスの投資家と知遇を得て資産を激増させたが、ギレーヌ逮捕を受けてCEOを辞任した。[20][21]